# Clytus rufoapicalis
Clytus rufoapicalis là một loài bọ cánh cứng trong họ Cerambycidae.